# Diesel
Diesel engine — комерційний ігровий рушій, розроблений і використовуваний шведською компанією — розробником комп'ютерних ігор GRIN.
Спочатку рушій був розроблений для гри Ballistics 2001 року випуску. Після цього GRIN постійно поліпшувала рушій, випускаючи новіші версії і використовуючи його у своїх іграх. Перша версія рушія була створена в тісному співробітництві з компанією nVidia і була призначена для демонстраційних показів можливостей останнього на той час графічного процесора nVidia — GeForce 3.
Diesel є одним з перших ігрових рушіїв, який став використовувати фізичний рушій PhysX.

## Ігри, що використовують Diesel engine
| Назва гри                                      | Розробник               | Платформи                                                                                | Дата виходу                 | Примітки |
| ---------------------------------------------- | ----------------------- | ---------------------------------------------------------------------------------------- | --------------------------- | --- |
| Ballistics                                     | GRIN                    | ПК (Microsoft Windows, Linux)                                                            | 19 жовтня 2001 року         | Версія для Linux вийшла 7 червня 2007 року                                                                                         |
| Bandits: Phoenix Rising                        | GRIN                    | ПК (Microsoft Windows)                                                                   | 4 жовтня 2002 року          | — |
| FlatOut                                        | Bugbear Entertainment   | ПК (Microsoft Windows), PlayStation 2, Xbox                                              | 5 листопада 2004 року       | FlatOut — перша гра, що використовує «Diesel», але розроблена іншою компанією                                                      |
| Tom Clancy's Ghost Recon Advanced Warfighter   | GRIN (тільки ПК-версія) | ПК (Microsoft Windows) — версії гри під інші платформи використовували інші ігрові рушії | 5 травня 2006 року (для ПК) | У «Tom Clancy's Ghost Recon Advanced Warfighter» використовувалася версія рушія № 6                                                |
| Tom Clancy's Ghost Recon Advanced Warfighter 2 | GRIN (тільки ПК-версія) | ПК (Microsoft Windows) — версії гри під інші платформи використовували інші ігрові рушії | 12 липня 2007 року (для ПК) | У «Tom Clancy's Ghost Recon Advanced Warfighter» використовувалася версія рушія № 7                                                |
| Bionic Commando Rearmed                        | GRIN                    | ПК (Microsoft Windows), PlayStation 3, Xbox 360                                          | 13 серпня 2008 року         | «Bionic Commando Rearmed» — перша гра на «Diesel», яка вийшла на консолях PlayStation 3 і Xbox 360                                 |
| Wanted: Weapons of Fate                        | GRIN                    | ПК (Microsoft Windows), PlayStation 3, Xbox 360                                          | 17 березня 2009 року        | — |
| Bionic Commando                                | GRIN                    | ПК (Microsoft Windows), PlayStation 3, Xbox 360                                          | 19 травня 2009 року         | — |
| Terminator Salvation                           | GRIN                    | ПК (Microsoft Windows), PlayStation 3, Xbox 360                                          | 19 травня 2009 року         | — |
| Lead and Gold: Gangs of the Wild West          | Fatshark                | ПК (Microsoft Windows), PlayStation 3, Xbox 360                                          | 9 квітня 2010 року          | «Lead and Gold: Gangs of the Wild West» — перша гра на «Diesel», розроблена і випущена сторонніми розробниками після закриття GRIN |
| Bionic Commando Rearmed 2                      | Fatshark                | PlayStation 3, Xbox 360                                                                  | У розробці — 2011 рік       | — |